# Eligmodonta pallida
Eligmodonta pallida är en fjärilsart som beskrevs av Karl Grünberg 1912. Eligmodonta pallida ingår i släktet Eligmodonta och familjen tandspinnare. Inga underarter finns listade i Catalogue of Life.